# Isorropus lateritea
Isorropus lateritea là một loài bướm đêm thuộc phân họ Arctiinae, họ Erebidae.